# Asperula lasiantha
Asperula lasiantha är en måreväxtart som beskrevs av Takenoshin Nakai. Asperula lasiantha ingår i släktet färgmåror, och familjen måreväxter. Inga underarter finns listade i Catalogue of Life.